# Itraconazol
Itraconazolul este un antifungic derivat de triazol, fiind utilizat în tratamentul unor micoze. Căile de administrare disponibile sunt intravenoasă, topică și orală.
Molecula a fost patentată în 1978 și a fost aprobată pentru uz medical în Statele Unite ale Americii în anul 1992. Se află pe lista medicamentelor esențiale ale Organizației Mondiale a Sănătății. Este disponibil sub formă de medicament generic.

## Utilizări medicale
Itraconazolul este utilizat în tratamentul următoarelor infecții fungice:
- micoze ale pielii, dermatomicoze, pitiriazis versicolor, onicomicoze - local
- aspergiloză invazivă (nu de primă intenție) - intravenos
- blastomicoză - IV, oral
- candidoze, candidemie și alte infecții candidozice (orofaringiene, esofagiene, vulvo-vaginale)
- cromomicoză, coccidioidomicoză, paracoccidioidomicoză, criptococoză, histoplasmoză.

## Reacții adverse
Principalele efecte adverse asociate tratamentului cu itraconazol sunt: afectarea hepatică și reacțiile cutanate.